# Igreja de São Miguel Arcanjo (Lajes)

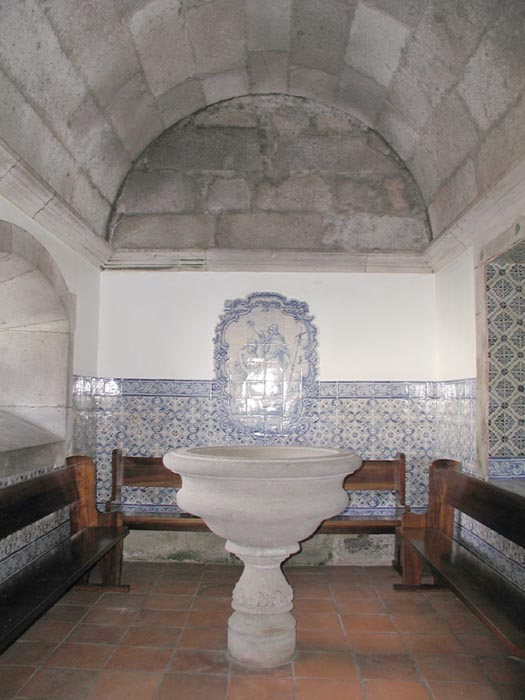
Igreja de São Miguel Arcanjo: batistério.

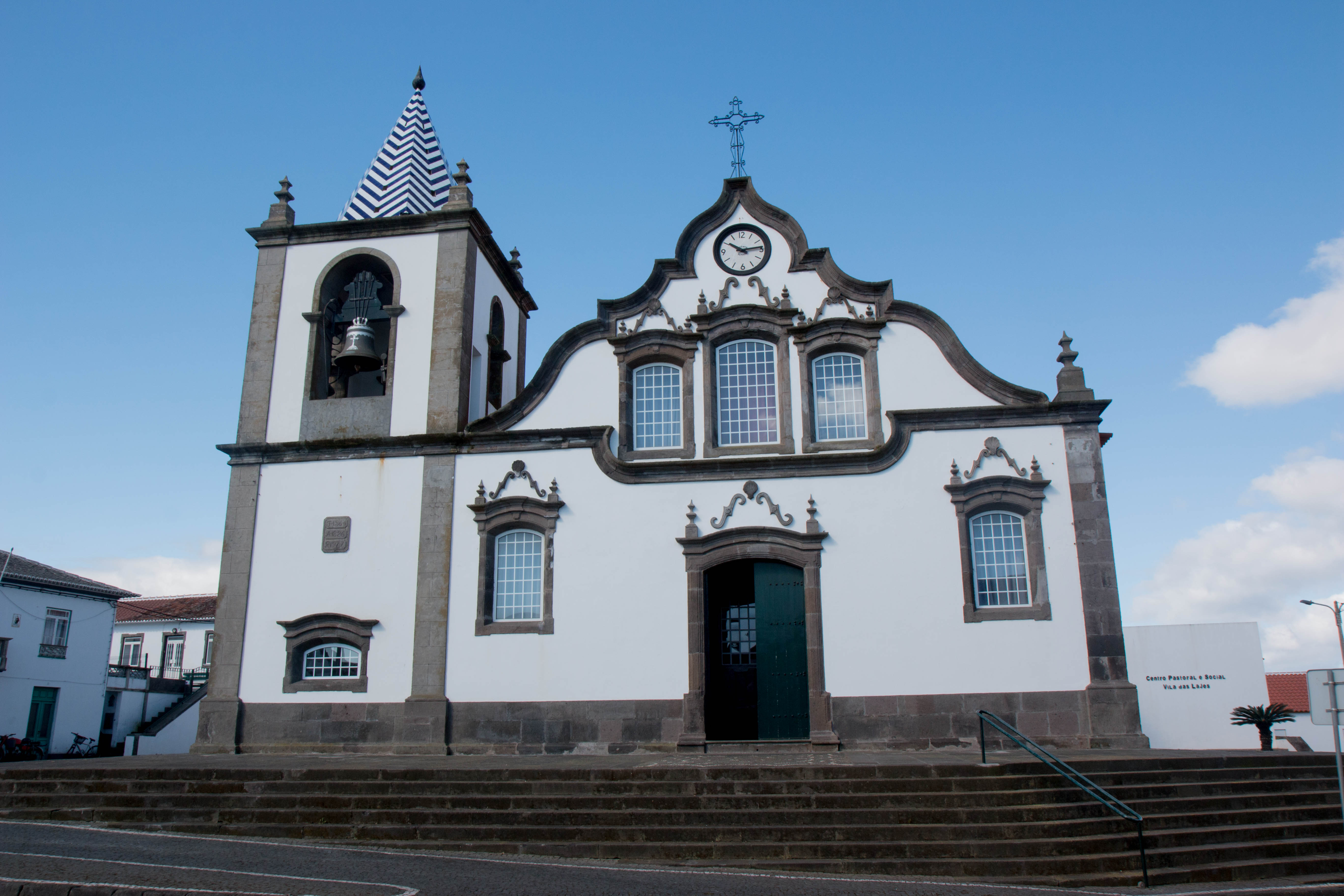
Igreja de São Miguel Arcanjo - Lajes

A Igreja de São Miguel Arcanjo localiza-se na freguesia das Lajes, no Município de Praia da Vitória, na ilha Terceira, nos Açores.

## História
O primitivo templo foi erguido em 1564. Ao longo de sua história foi demolida por vários e sucessivos terramotos, sendo reconstruída e ampliada até adquirir a sua feição atual.
Segundo um rol publicado pela Diocese de Angra do Heroísmo, esta igreja ficou bastante danificada em resultado do terramoto de 1980.

## Características
A igreja é constituída por corpo principal com uma torre sineira, corpo da capela-mor, sacristia e corpo de arrumos. O adro da igreja é definido por um conjunto de degraus que elevam a igreja em relação à rua.
A fachada principal é larga e algo baixa, dividida em dois pisos por uma cornija. No piso térreo tem ao centro a porta de entrada com uma janela de cada lado. No piso superior, correspondente ao frontão, a dimensão das três janelas que quase preenchem o tímpano (a do meio ligeiramente maior) obriga a rebaixar a cornija divisória dos pisos. Junto ao vértice superior do tímpano encontra-se ainda um relógio.
O frontão é quebrado e contracurvado tendo uma cruz sobre o vértice. Sobre o cunhal do lado direito da fachada encontra-se um pináculo. Os vãos da fachada principal têm a verga curva encimada por uma cornija rematada, nas extremidades, por pináculos encastrados. As molduras têm no intradorso um chanfro boleado. Sobre os vãos existem volutas decorativas em relevo.
A torre sineira, do lado esquerdo da fachada, apresenta planta rectangular e tem os vãos dos sinos rematados em arcos de volta perfeita, peraltados, assentes em impostas. É rematada por uma cornija e tem pináculos nos ângulos. A cobertura é em coruchéu piramidal hexagonal revestido a azulejos e rematado por um pináculo. A cornija divisória da fachada da igreja prolonga-se para a torre sineira dividindo-a também em dois pisos.
O corpo da capela-mor, cujo volume se prolonga para a direita no corpo de arrumos, tem planta rectangular com dois pisos.
A sacristia está adossada à fachada lateral esquerda da capela-mor. Tem planta rectangular e um só piso.
O interior da igreja está dividido em três naves separadas por colunas de secção quadrangular que suportam duas fiadas de seis arcos de volta perfeita. Existe um púlpito (com guarda de madeira) adossado à antepenúltima coluna.
Sobre a entrada situa-se o coro. No topo de cada nave lateral existe um altar. Nas paredes de ambas as naves laterais, em frente aos penúltimos arcos a contar da entrada, existem nichos com fundo forrado de azulejos neobarrocos.
A capela-mor está separada da nave central por um arco triunfal em cantaria. A capela-mor e o baptistério (situado sob a torre mas com acesso pelo interior da igreja) estão também revestidos com azulejos revivalistas. O retábulo da capela-mor corresponde também a um revivalismo da talha barroca de estilo português.
Todo o imóvel é construído em alvenaria rebocada e caiada de branco, com excepção das arcadas internas, do soco, dos cunhais (apilastrados), das cornijas, das molduras dos vãos, dos pináculos e restantes elementos decorativos salientes da fachada que são em cantaria. As coberturas são de duas águas, em telha de meia-cana de produção industrial, rematadas por beiral simples.
É possível encontrar as seguintes datas na construção: "F-1564 / A-1826 / R-1977" e a inscrição na calçada do adro: "1883".
A data de 1564 refere-se a um templo mais antigo que foi remodelado para dar lugar ao actual de 1826, no entanto não há referência à sua existência.
Na capela-mor destaca-se uma escultura francesa retratando Nossa Senhora do Rosário, em um nicho central, tendo aos lados as imagens de São Miguel Arcanjo, o orago da igreja, e a de São Pedro. Nesta capela encontra-se ainda o Santíssimo Sacramento.
Ao lado da capela-mor, do lado do Evangelho, existe uma capela das Almas, com as imagens de São Sebastião e Santo Antão, e do lado da Epístola, uma outra com a imagem de Nossa Senhora da Boa Viagem.
No corpo da igreja, do lado da Epístola, observa-se um coreto alto, todo dourado e com um órgão.
Entre as alfaias deste templo merece especial menção, como obra de valor artístico, um cálice de prata dourada, como riquíssimos lavores, podendo ser considerado como o primeiro da ilha, e um pontifical bordado a ouro fino com um pálio de ouro varas, formado da mesma fazenda.